# Plenty of Grit
Plenty of Grit è un brano musicale di Megumi Hayashibara, scritto da Hidetoshi Satō, Tsuyoshi Takahashi e dalla stessa Hayashibara e pubblicato come singolo il 23 luglio 2008 dalla Starchild Records. Il brano è stato incluso nell'album della Hayashibara Choice. Il singolo raggiunse la sesta posizione della classifica settimanale Oricon, e rimase in classifica per nove settimane, vendendo 25 931 copie. Plenty of Grit è stato utilizzato come sigla d'apertura dell'anime Slayers Revolution, mentre il lato B Revolution è stato utilizzato come sigla di chiusura dello stesso anime.

## Tracce
CD singolo KICM-1245
1. Plenty of Grit – 4:47
2. Revolution – 4:14
3. Plenty of Grit (Off Vocal Version) – 4:47
4. Revolution (Off Vocal Version) – 4:14

Durata totale: 18:02

## Classifiche
| Classifica (2007)                        | Posizione più alta |
| ---------------------------------------- | ------------------ |
| Giappone (Classifica settimanale Oricon) | 6                  |